# Ramin Mehrabi
Ramin Mehrabi (ur. 1 maja 1994) – afgański lekkoatleta, sprinter.
Podczas rozegranych w listopadzie 2013 w indyjskim Ranchi mistrzostw Azji Południowo-Wschodniej juniorów odpadł w eliminacjach w biegu na 100 metrów z czasem 12,12, a afgańska sztafeta 4 × 400 metrów w składzie: Fajsal Hatak, Sadat Choszal, Mehrabi i Ajjamuddin Nuri zajęła 5. miejsce ustanawiając wynikiem 3:55,45 rekord kraju seniorów, młodzieżowców i juniorów w tej konkurencji.